# Tabula Rogeriana
Nuzhat al-mushtāq fi'khtirāq al-āfāq (arabsko نزهة المشتاق في اختراق الآفاق‎, knjiga prijetnih potovanj v daljnje dežele), bolj znana kot  Tabula Rogeriana (slovensko Rogerjev zemljevid) je zemljevid sveta, ki ga je leta 1154 ustvaril arabski geograf Mohamed Al-Idrizi. Al-Idrizi je pisal komentarje in risal zemljevide več kot petnajst let na dvoru naročnika, normanskega kralja Sicilije Rogerja II. Sicilskega.

## Opis
Knjiga je napisana v arabščini in latinščini. Razdeljena je na sedem podnebnih pasov, skladnih z ustaljenim ptolemajskim sistemom. Vsak pas je razdeljen na deset odsekov. Knjiga vsebuje zemljevide cele Evrazije in  dela severna Afrike. Zemljevid, ki je bil naslednja tri stoletja najbolj natančen zemljevid sveta, je orientiran tako, da je sever spodaj. V besedilu so izčrpni opisi fizičnih, kulturnih, političnih in socialno-gospodarskih razmer v vsaki regiji. Vseh sedemdeset regij ima pripadajoče zemljevide.
Al-Idrizi se je med pisanjem posvetoval z izkušenimi svetovnimi potniki in skupinami popotnikov in zapisal samo tiste podatke, "ki se mi zdijo verodostojni, ker je bilo zanje doseženo popolno soglasje in izključena vsa nasprotja". Roger II. je dal svoj zemljevid vgravirati v srebrn disk, ki je tehtal okoli tristo funtov.. 
Al-Idrizi je ustvarjal v Palermu, Sicilija, na strpnem in razsvetljenem dvoru kralja Rogerja II. Zadolžen je bil za pisanje knjig o geografiji, v katerih so bili vsi dostopni podatki o položaju in podnebju vseh najpomembnejših mest. S potniki, ki so potovali skozi Sicilsko kraljestvo, se je navdušeno pogovarjal tudi sam kralj. Gradivo za knjige so Al-Idriziju pomagali zbirati tudi kraljevi agenti in risarji. kar je trajalo kakšnih petnajst let. Knjiga je bila dokončana samo nekaj tednov pred kraljevo smrtjo leta 1154.
V knjigi je bil svet predstavljen kot krogla. Avtor je  celo izračunal, da njen obseg meri 37.000 km, se pravi da je pogrešil za manj kot deset odstotkov. Razen tega  je namignil tudi na koncept gravitacije. Po grški tradiciji je svet razdelil na sedem podnebnih pasov s po deset odseki. Sedemdeset zemljevidov odsekov, zloženih v celoto, je tvorilo pravokoten zemljevid znanega sveta. Zemljevid je bil dopolnjen z manjšim krožnim zemljevidom sveta, na katerem je bil jug zgoraj. V središču zemljevida je bila upodobljena Meka. Knjiga je postala znana kot Kitab Rujar (Rogerjeva knjiga). Krožni zemljevid sveta je bil vgraviran na srebrno ploščo. Knjiga in srebrna plošča sta bili  na žalost uničeni,   verjetno med nemiri leta 1160. 
Razen Rogerjeve knjige obstaja tudi skrajšana različica druge knjige, napisana za Rogerjevega sina Viljema.  Rokopisi tako imenovanega   Malega Idrizija se hranijo v nekaj evropskih knjižnicah.
Ohranjenih je deset prepisov Rogerjeve knjige. V petih je celotno besedilo, v osmih pa tudi zemljevidi. Dve prepisa sta v Francoski narodni knjižnici. Starejši od njiju je iz leta 1325 (MS Arabe 2221). Prepis, napisan v Kairu leta 1553, hrani Bodleianova knjižnica v Oxfordu (Mss. Pococke 375). Knjižnica ga je pridobila leta 1692. Najpopolnejši je rokopis v Istanbulu, ki vsebuje zemljevid sveta in vseh sedemdeset zemljevidov odsekov.